# Озбайрактар, Сердар
Сердар Озбайрактар (тур. Serdar Özbayraktar; 22 ноября 1981 года, Хопа) — турецкий футболист, играющий на позиции нападающего.

## Клубная карьера
Сердар Озбайрактар начинал свою карьеру футболиста в клубе «Артвин Хораспор». Летом 2001 года он перешёл в столичный «Генчлербирлиги» и выступал за его фарм-клуб «Генчлербирлиги ОФТАШ». Затем он выступал за команды второй по значимости лиги Турции «Шанлыурфаспор», «Мардинспор» и «Газиантеп ББ». Летом 2007 года Сердар Озбайрактар стал игроком «Эскишехирспора», с которым по итогам сезона 2007/08 вышел в Суперлигу. 23 августа 2008 года он дебютировал на высшем уровне, выйдя в основном составе в гостевой игре с командой «Истанбул Башакшехир». 16 ноября того же года Сердар Озбайрактар забил свой первый гол в Суперлиге, сравняв счёт в домашнем поединке против «Анкарагюджю».
Летом 2012 года он стал футболистом клуба Суперлиги «Газиантепспор». Первую половину сезона 2014/15 Сердар Озбайрактар провёл за команду Первой лиги «Шанлыурфаспор», а в январе 2015 года перешёл в другую команду Первой лиги «Элязыгспор». Спустя год он подписал контракт с «Элязыгспором», а в январе 2016 года — с «Гёзтепе».
С июля 2016 года по 2018 год Сердар Озбайрактар играет за команду Первой лиги «Умраниеспор».